# Tabanus varimaculatus
Tabanus varimaculatus är en tvåvingeart som beskrevs av Xu 1981. Tabanus varimaculatus ingår i släktet Tabanus och familjen bromsar. Inga underarter finns listade i Catalogue of Life.